# Junge Nationalisten
Junge Nationalisten (abreviat: JN; fins al 13 de gener de 2018 Junge Nationaldemokraten) és l'⁣organització juvenil oficial del partit extremista de dretes, en part neonazi Die Heimat (fins al 2023 NPD), fundat el 1969. Segons els estatuts de Die Heimat, les JN són una "part integral" del partit.

## Ideologia
L'organització de Junge Nationalisten s'adhereix al programa bàsic de Die Heimat, però representa aquestes posicions de manera molt més agressiva, cosa que es fa evident tant durant les manifestacions com en el seu estil polític. És per això que és supervisada per l'Oficina Federal per a la Protecció de la Constitució i ha estat classificada com a organització d'extremistes de dretes. La seva publicació periòdica s'anomena Der Aktivist. En aquest òrgan central, sota l'epígraf «El líder federal té la paraula», es descriuen a si mateixos com a «representants de l'ala revolucionària nacional dins de l'NPD». L'organització juvenil critica els membres de Die Heimat que han fet de la "lluita pels parlaments" l'"objectiu més important de la lluita". En canvi, «la resistència i la crítica són apropiades, ja que aquests desenvolupaments representen el perill d'una adaptació gradual i un aburgesament». JN es descriu a si mateixa com a antiimperialista. Entre altres coses, en un document de política de l'any 2018, descriviren Israel com l'"enemic de tots els pobles" i parlaren d'una "estatificació parasitària" en relació amb aquest estat. En el document de política «Ciutadania = Nacionalitat?» publicat el gener de 2021, es declarà que els jueus eren incompatibles amb els pobles d'Europa i s'afirmà: "Aquesta influència està alimentada pel culte persistent a la culpa, així com pels grans elogis de les comunitats jueves, que, com l'àrab, ja no tenen res a veure amb la naturalesa nòrdica-germànica d'Europa".

## Organització
El gener de 2018, els Joves Demòcrates Nacionals van canviar el seu nom a "Joves Nacionalistes" i van traslladar la seva seu de Lübtheen a Riesa. En una entrevista amb el diari del partit NPD, Deutsche Stimme, el setembre de 2018, el nou president federal de JN, Christian Häger, va explicar que el nom anterior ja no corresponia a "l'esperit del temps actual". Que havien après dels "grups recentment formats", especialment del Moviment Identitari (BI), i el nou nom pretenia tornar a posar el terme "nacionalisme" a l'ull públic d'una manera positiva.
Els Joves Nacionalistes estan dividits en una associació federal i diverses associacions estatals. El president de la JN és automàticament membre de la junta de Die Heimat en virtut del seu càrrec. Entre d'altres, el posterior president de l'NPD, Günter Deckert, i l'expresident del partit i cap del grup parlamentari estatal saxó, Holger Apfel, van ser anteriorment presidents federals dels Joves Nacionalistes i van utilitzar això com a trampolí per al lideratge de l'aleshores NPD. JN, però no estan representats a tots els estats federals. L'organització és activa principalment al nord, sud i est de la República Federal: a mitjans del 2008, hi havia deu bases a Baden-Württemberg, nou a Saxònia, vuit a Baviera, set a Saxònia-Anhalt i cinc a Turíngia. Sovint es recluten membres de Freie Kameradschaften, organitzacions neonazis descentralitzades que operen dins d'Alemanya. L'atenció se centra en el treball juvenil mitjançant la "formació i capacitació" de membres d'entre 14 i 35 anys.
En general, Die Heimat fa treball intensiu amb els joves. Els ofereix classes particulars, organitza festes i activitats d'oci i té el seu propi equip de futbol. L'objectiu del partit i de JN és introduir els joves i els nens a les idees d'extrema dreta a través d'activitats que inicialment semblen apolítiques. Sota el pretext de treballar pel benestar juvenil, es dedica a una ideologització deliberada dels participants. Amb el Cercle d'Educació Nacional (NBK), que va existir del 2008 al 2011, JN també tenia una organització universitària activa en quatre estats federals, que també va participar en algunes eleccions universitàries, tot i que fins ara sense èxit.
Arran de la crisi del coronavirus del 2020, JN va demanar ajuda veïnal per als grups de risc de coronavirus, per a la qual cosa es va utilitzar la campanya "Jugend packt an", promoguda per primera vegada a la tardor del 2017 i que animava la joventut a prendre part de les accions d'ajuda. Les campanyes nacionalistes d'ajuda només per als alemanys anaven acompanyades en aquell moment de lemes com ara "Ajudem on l'estat falla". A més, la campanya «Gegengift2022», que ha estat activa des de principis del 2022, s'atribueix a actors que també participen activament en els Joves Nacionalistes. Aquesta campanya, que es considera un "antídot contra el Gran Reinici", va atreure l'atenció a través de manifestacions, vídeos, distribució de fullets i altres mesures de propaganda.

## Esdeveniments
Des del 2003, el JN ha celebrat el “Congrés Europeu de la Joventut” diverses vegades, per exemple el 2003 a Baviera i el 2007 i el 2014 a Saxònia.
El 2023, les seves accions, esdeveniments i cursos de formació es van dur a terme sota el lema "Combatents per la llibertat llavors i ara: Freikorps, Camperols i Guerres d'Alliberament".

## Presidenta dels Joves Nacionalistes
| Nom                   | Període   | Càrrecs i mandats polítics importants                                                          |
| --------------------- | --------- | ---------------------------------------------------------------------------------------------- |
| Alfons Hueber         | 1971–1973 | –                                                                                              |
| Günter Deckert        | 1973–1975 | Líder del partit NPD 1991–1996                                                                 |
| Winfried Krauß        | 1975–1977 | –                                                                                              |
| Gösta Thomas          | 1977–1980 | –                                                                                              |
| Rainer Vogel          | 1980–1983 | –                                                                                              |
| Claus Kruse           | 1983      | –                                                                                              |
| Hermann Lehmann       | 1983–1987 | –                                                                                              |
| Karl-Heinz Sendbühler | 1987–1989 | President federal de la NHB 1983–1985                                                          |
| Thilo Kabus           | 1989–1990 | –                                                                                              |
| Frank Kolender        | 1990–1991 | –                                                                                              |
| Erhard Hübchen        | 1991–1992 | –                                                                                              |
| Andreas Storr         | 1992–1994 | Tresorer federal de l'NPD des del 2011 Membre del Parlament de l'Estat Saxó 2009–2014          |
| Holger Apfel          | 1994–1999 | Líder del partit NPD 2011–2013 Líder del grup parlamentari al parlament estatal saxó 2004–2013 |
| Sascha Roßmüller      | 1999–2003 | –                                                                                              |
| Stefan Rochow         | 2003–2007 | –                                                                                              |
| Michael Schäfer       | 2007–2012 | –                                                                                              |
| Andy Knape            | 2012–2014 | –                                                                                              |
| Sebastian Richter     | 2014–2018 | –                                                                                              |
| Christian Häger       | 2018–2019 | –                                                                                              |
| Paul Rzehaczek        | 2019–2022 | –                                                                                              |
| Sebastian Weigler     | 2022–     | –                                                                                              |

## Mitjans impresos / publicacions periòdiques
- Fins al 1990 Young Voice → 1990 Einheit und Kampf
- De 1991 a 1995 Die Saufeder
- Des del 1994 Der Aktivist
- Vorderste Front JN i Nationaldemokratischer Hochschul-Bund
- Jugend-wacht JN Berlín/Brandeburg[16]
- De 2005 a 2009 Hier & Jetzt